# 難民法草案
難民法草案是中華民國內政部在2005年提出，历经多年朝野协商，修改多个版本，2016年在立法院聯席委員會一讀初審通過，但至今仍未完成立法程序的一項法案。規範包括難民認定的要件、程序及審查機制，提供難民資格申請人在台灣停留期間法律諮詢、醫療照顧、安置、收容等基本權利及支援。

## 政治背景
难民对避难国而言，通常是外国人或无国籍者。中华民国非联合国会员国，亦非《難民地位公約》缔约国。外国人或无国籍者如果寻求以“政治难民”身份定居台湾，申请程序适用《入出國及移民法》，主管机关为內政部移民署。
在两岸分治、两岸政府皆宣称拥有全中国主权的背景下，因难民身份涉及国家主权，使《難民法》立法与两岸政治关系更为密切。1950年代起，退守台湾的中华民国政府基于己方的一个中国主张，将中国大陆、香港和澳门的中国籍居民视为中華民國國民（参见：無戶籍國民）。中华人民共和国同样基于己方的一个中国，将港澳台居民视为中华人民共和国国民、中国大陆境外居民。1990年代，香港、澳门主权移交中华人民共和国，中国籍港、澳居民转化为完全的中华人民共和国国民身份。
在两岸长期分治的背景下，目前，依中華民國憲法增修條文，中国大陆居民“既非外國人、又非本國人（不具中華民國國籍）、亦非無國籍人”。港、澳居民相类。中国大陆居民适用《臺灣地區與大陸地區人民關係條例》（简称《兩岸人民關係條例》），港澳居民适用《香港澳門關係條例》（简称《港澳條例》），主管机关皆是中華民國大陸委員會。

### 与中华人民共和国相关的实务处理
2014年，由於《難民法》遲遲未通過立法，马英九政府以专案许可发给九名滞留台湾多年的中国大陸民运人士及法轮功學員长期居留许可，並将在两年后获得中華民國身分證。证实此事的行政院大陆委员会强调这是专案，在没有相关法令现况下，其他案例将不会比照办理。其后，中华民国政府对非法入境、滞留，同时寻求政治庇护的大陆人士以遣返处理。2015年10月，在金门大胆岛登岸的大陆异议人士曹连生、柴英芝依“移民罪”判刑2个月，服刑后遣返。2017年，大陆异议人士张向忠在台湾旅游时脱队，寻求政治庇护，被遣返。
2018年9月27日，持中华人民共和国护照和联合国难民证的大陆异议人士颜克芬、刘兴联从泰国过境台湾，寻求政治庇护。因无法可依，两人滞留在机场近四个月。在台湾亲绿社团协助下，两人于2019年1月30日先出境到第三国，再透过「永久和平发展协会」以专业交流名义邀请访台，在31日重新入境，等待转送愿意提供政治庇护的第三国。4月1日则是两人入境期限。其后两人获得加拿大的政治庇护，于5月、7月离开台湾前往加拿大。內政部移民署参与处理。中華民國大陸委員會发言人邱垂正表示，他不评论个案。在台湾难民法草案尚未通过的情况下，政府会整体考虑国际惯例、台湾的相关法律规范、人权保障和国际视听等，处理这类事件。此外，香港居民因为政治因素导致安全和自由受到紧急危害，台湾也会提供必要的协助。2019年，在嘉南药理大学交换学习的山东籍学生李家宝因3月11日在推特上直播反对习近平的言论，由此成为首位希望申请政治庇护的大陆赴台学生。
2019年6月，香港爆发反對逃犯條例修訂草案運動。中华民国朝野各方对参与运动的香港人持正面态度（参见：對反對逃犯條例修訂草案運動的國際反應# 中華民國）。是否通过制定《难民法》给予香港人人道援助，成为台湾政治讨论话题。

## 立法歷程

### 提案到停滞
2000年，陳水扁政府首次执政，亦是民主進步黨首次执政。行政院研究發展考核委員會為落實「人權治國」理念，开始研究「難民庇護制度」。2005年，中華民國內政部提出《難民法草案》送交立法院審議，並未通過。
2006年，內政部與行政院大陸委員會提出更進一步的草案，擬將政治庇護對象擴大納入中華民國大陸地區民眾；原擬訂名《政治庇護法》，後更名《難民法》，是優先推動立法項目。2007年1月31日，行政院會議通過《難民法草案》，行政院副院長蔡英文說，請內政部會同中華民國外交部、大陸委員會等相關機關，務必向各黨派立法委員詳實說明《難民法草案》精神與制度內涵，早日完成立法程序。
2009年，立法院三讀通過《公民與政治權利國際公約及經濟社會文化權利國際公約施行法》。內政部隨即請內政部移民署重新評估，从而有了「國民黨行政院版」草案，便撤回「民進黨行政院版」草案。行政院重新將《難民法草案》送入立法院，並排除陸籍尋求庇護者適用，陸籍尋求庇護者需回到《兩岸人民關係條例》第十七條做修法。
2013年2月，第一次的國家人權報告國際審查，國際審查委員根據兩公約發表第59號結論意見，指台灣現行法律並無明定「不遣返原則」（non-refoulement），不符合兩公約規範；建議台灣儘速完成《難民法》立法。
2015年9月8日，台湾关怀中国人权联盟等团体在立法院召開「崩溃中的中共加紧迫害在中国的宗教及维权人士」聽證會，包括民主進步黨及中國國民黨立法委員、中国大陸维权人士、政府及民间代表，於會中呼籲中華民國政府庇护中国大陸政治难民。
2016年7月14日，立法院第9屆第1會期內政委員會、外交及國防委員會第2次聯席會議 （页面存档备份，存于），由國民黨籍召集委員黃昭順排程審查《難民法草案》，並於當天出委員會 （页面存档备份，存于），無保留任何條文，無需進行政黨協商。这个草案是黃昭順将「國民黨行政院版」草案版本、國民黨籍立委陳學聖提出的人權支持團體的版本、民進黨籍立委尤美女和蔡易餘提出的台灣人權促進會支持的版本、民進黨籍立委蕭美琴提出的版本併案審查而成。草案第2条规定主管机关为內政部。第3条规定适用对象为外国人、无国籍者，将中国大陆、港澳居民排除在外。同时，該草案至今，無人再將之排程進行二讀、三讀。

### 2019年以来
2019年6月，香港爆发反對逃犯條例修訂草案運動。如何给予香港人人道援助，是否制定已延宕多年的《难民法》给予香港人政治避難资格，成为台湾朝野政治讨论话题。蔡英文政府曾表示，若香港人遭政治压迫、有政治庇护需求，政府会“个案处理”；但并未对细节进行说明。
9月3日，香港政治领袖黃之鋒、香港民主派立法会议员朱凱迪等赴台。黃之鋒与民主進步黨主席卓榮泰、民主進步黨秘书长罗文嘉及民主進步黨副秘书长林飛帆会面时，促请蔡英文政府强化《港澳条例》等相关措施，以协助赴台港人。黃之鋒亦曾投书媒体，呼吁台湾完成《难民法》。9月4日，中華民國總統蔡英文出席“国际警察合作论坛”时，接受采访表示“对于香港人民追求自由民主，是支持、而且非常支持”。针对黄之锋呼吁台湾订立《难民法》，蔡英文表示，现行法律已经足够，可以在必要时提供香港人民协助。中華民國內政部指出，“接受难民是严肃的议题，需要考量人权、经济、社会、文化及国家安全等因素，就如同世界上其他接受难民的国家一样，必须凝聚全民共识。”新加坡《联合早报》报道指，“多次高喊‘撐香港’的台湾执政党民进党的回应，却不如外界预期般积极，凸显了蔡英文政府对香港问题的拿捏和顾忌”，引用分析指主因是避免主动挑衅中华人民共和国政府。
10月18日，台灣人權促進會會長周宇修於第十屆總統文化獎頒獎典禮高喊「盡速通過《難民法》，拒絕晶片身分證，修改《集會遊行法》」。
11月6日，國立臺北藝術大學名譽教授兼一邊一國行動黨召集人楊其文批評，中央研究院院士陳定信發起的支持蔡英文連任總統之學術界連署聲明宣稱肯定蔡英文政府「堅持民主自由平等，與保障人權的成效」，事實上「除了誇大其詞，根本看不見成效」，《難民法》未立法就是一個例子。
12月10日，香港城邦自治論學者陳云根表示，對於國際地位尚未被認證的中華民國而言，《難民法》恐怕會引發財政、司法等問題；如果台灣接受的難民母國並未承認中華民國主權，或是難民來自第三世界受到中共政權（中华人民共和国政府）一帶一路影響的國家，這些問題會讓台灣主權陷入雙重衝突；因此他不認為台灣應該制定《難民法》，「如果台灣夠勇敢也是可以做」，但必須好好評估風險。12月13日，長期力挺蔡英文的政治評論家林保華在新唐人亞太電視台政論節目公開支持蔡英文所稱「台灣不需要《難民法》」，稱《難民法》恐怕被中共政權利用衝擊國家安全。
12月16日，前中華民國總統馬英九在馬英九基金會新書《哪來的芒果乾？》發表會說，蔡英文將九二共識惡意扭曲為一國兩制，又利用反對逃犯條例修訂草案運動宣稱「今日香港，明日台灣」，催化台灣民眾的恐懼，藉此獲取政治利益；但香港民間團體要求台灣制定《難民法》保護香港抗爭者，蔡英文又說「不需要」。
2020年1月5日，資深媒體人楊憲宏接受《呷新聞》採訪時爆料，在《難民法》一讀通過之後他聽到，中華民國總統府對此案有意見，才延宕至今；如今蔡英文改口稱台灣不需要《難民法》，讓他相當失望。5月27日，網路政論節目《童溫層》主持人童文薰抨擊，蔡英文任職行政院副院長時支持制定《難民法》，如今卻阻擋《難民法》立法。
12月12日，佛光大學公共事務學系教授柳金財表示，民進黨執政後，衡估種種內外情勢變遷及國家安全需要，經由政治理性及政策可行性評估後，提出不制定《難民法》，反而有利於兩岸關係及國家安全，展現出自我高度克制，也避免中共當局批判《難民法》立法為實踐法理台獨之挑釁行徑。
2021年8月26日，針對2021年塔利班攻勢衍生的阿富汗難民問題，中華民國外交部副發言人崔靜麟表示，「由於我國尚未完成制定《難民法》，因此政府將視實際狀況，配合國際社會以及理念相近國家的相關倡議，在能力範圍內提供可行的援助」。國民黨立委林思銘表示，民進黨在野時高調倡議制定《難民法》，執政後以各種理由推託立法，是說一套、做一套的雙標黨；希望蔡英文政府立即提出行政院版《難民法》草案，與在野黨共同推動、完成立法，給予所有外國人或無國籍人民必要的人道援助。
2022年3月1日，針對2022年俄羅斯入侵烏克蘭衍生的烏克蘭難民危機，台灣人權促進會秘書長施逸翔呼籲，台灣除加入對俄羅斯的制裁外，也應盡速制定《難民法》，因應未來可能因戰爭而赴台灣尋求庇護的烏克蘭難民。

## 國際人權法系統
有民間團體列為「國際人權五法」之一，包括《防治反人類罪及酷刑罪條例》、《防治仇恨罪條例》、《難民法》的制訂，及《殘害人群治罪條例》和《入出國及移民法》的修訂。

## 中華民國處理難民的歷史
1938年水晶之夜后，纳粹对犹太人的迫害逐步升级，犹太人为避免被抓入集中营，只有离开欧洲，但要想逃离就必须获得外国签证，于是成千上万的犹太人奔走于各国使馆之间申请签证。但1938年7月6日在法国埃維昂萊班召开的国际难民会议上，与会的美国、加拿大、澳大利亚、爱尔兰和新西兰等32国均拒绝接受犹太難民。此時中華民國駐維也納領事館人員何凤山基于人道主义立场，不顾上司驻德大使陈介的反对，在中華民國驻维也纳领事馆向数以千计的犹太人发放了“生命签证”。从1938年到1940年5月何凤山奉调回国，2年间他共签发多少张“生命签证”其准确数字已无从统计，根据已找到的签证看，一份1938年6月的签证的号码为200号，另一份1938年10月27日的签证号码为1906号，也就是说半年间他共签发了近2000份签证。1939年4月，何鳳山被外交部記過一次。另外據統計，到上海避難的3萬猶太難民，超過了加拿大、澳大利亞、印度、南非、新西蘭五國當時所接納猶太難民的總和。
1954年，中華民國海軍於菲律賓附近巴士海峽 (19°35′00″N 120°39′00″E / 19.58333°N 120.65000°E) 國際公海上開火截獲蘇聯民用油輪陶普斯號，誘使部分船員尋求政治庇護，羈扣達34年至解嚴後才釋回，並造成二死一自殺的慘劇。
1975年，中華民國政府曾接納來自越南、高棉、寮國等國難民約三千人。
1976年，中華民國僑務委員會推行仁德專案、海漂專案。仁德專案接納越南難民約六千人，海漂專案接納中南半島難民潮約二千人，實質進行難民庇護措施，並提供其保護及協助。
1987年，金門防區發生拒絕庇護越南船民、屠殺並毀證滅跡的「東崗慘案」。
2014年及2018年皆有來自敘利亞的庫德族持假護照欲轉機至歐洲尋求庇護，卻遭內政部移民署強制遣返。台灣人權促進會於2014年 （页面存档备份，存于）及2019年 （页面存档备份，存于）皆發文抗議，移民署已經違反國際法的「不遣返原則」。

## 备注
1. 1 2  2019年12月，真理大學法律系副教授吳景欽所撰文章原文：“只是《難民法》所針對者，是外國人或無國籍者；但在《憲法增修條文》的架構下，香港人並非屬於外國人，更非無國籍者。到底該怎麼辦？[4]”
2. ↑  2013年7月，司法院釋字第710號解釋中，大法官陳春生《部分協同暨部分不同意見書》说明，“一、大陸地區人民之法地位較為特殊 大陸地區人民依《憲法增修條文》既非外國人、又非本國人（不具中華民國國籍）、亦非無國籍人，故其自由權利之保障與限制，無法立即與本國人或外國人一概而論。二、大陸地區人民其自由、權利之保障與限制之法源不清楚 [……][3]”
3. ↑  原文[2]为“早在2002年民進黨首次執政時，研究發展考核委員會為落實人權治國理念，建立了「難民庇護制度」。後歷經五年研究，行政院終於在2007年首次將「民進黨行政院版」的《難民法》草案函請第六屆立法院審議[……]”。当是2000年之误。
4. ↑  《難民法草案》第二條 本法之主管機關為內政部。第三條 外國人或無國籍人，因戰爭或大規模自然災害被迫離開其原國籍國或原居住國，致不能在該國生活或受該國保護者，得向我國申請難民認定。 外國人或無國籍人，因種族、宗教、國籍、屬於特定社會團體或持特定政治意見，離開其原國籍國或原居住國[……]

## 外部連結
- . 中华民国内政部网站.   [2021-01-05]. （原始内容存档于2016-04-09） （繁体中文）.
- (PDF). 中华民国内政部网站.   [2021-01-05]. （原始内容存档 (PDF)于2021-01-08） （繁体中文）.
- (PDF). 中华民国内政部网站.   [2021-01-05]. （原始内容存档 (PDF)于2021-01-07） （繁体中文）.